# Notwane
Der Notwane (auch Ngotwane; englisch: Notwane River) ist ein Fluss in Südafrika und Botswana. Er ist ein linker Nebenfluss des Limpopo. Ein Drittel der Bevölkerung Botswanas lebt im Einzugsgebiet des Notwane.

## Geographie
Der Notwane, anfangs auch Ngotwane, entspringt in der südafrikanischen Provinz Nordwest etwa westlich von Zeerust. Von dort fließt er etwa nordwärts. Er wird zum Ngotwane Dam gestaut, bevor er die Grenze zwischen Botswana und Südafrika erreicht. Er folgt der Grenze, nimmt den linken Nebenfluss Taung auf und erreicht dann den Gaborone Dam nahe der Hauptstadt Gaborone. Er trennt im weiteren Verlauf Gaborone von seinem Vorort Tlokweng. Der Notwane passiert Mochudi und mündet in der Provinz Kgatleng in den Limpopo, der hier die Grenze zu Südafrika bildet. Sein Einzugsgebiet ist 18.053 Quadratkilometer groß.
Der Notwane fällt wie seine Nebenflüsse Taung, Metsimotlhabe, Peleng und Nnywane zeitweise trocken. Nach starken Niederschlägen kommt es dagegen zu Sturzfluten.

## Staudämme

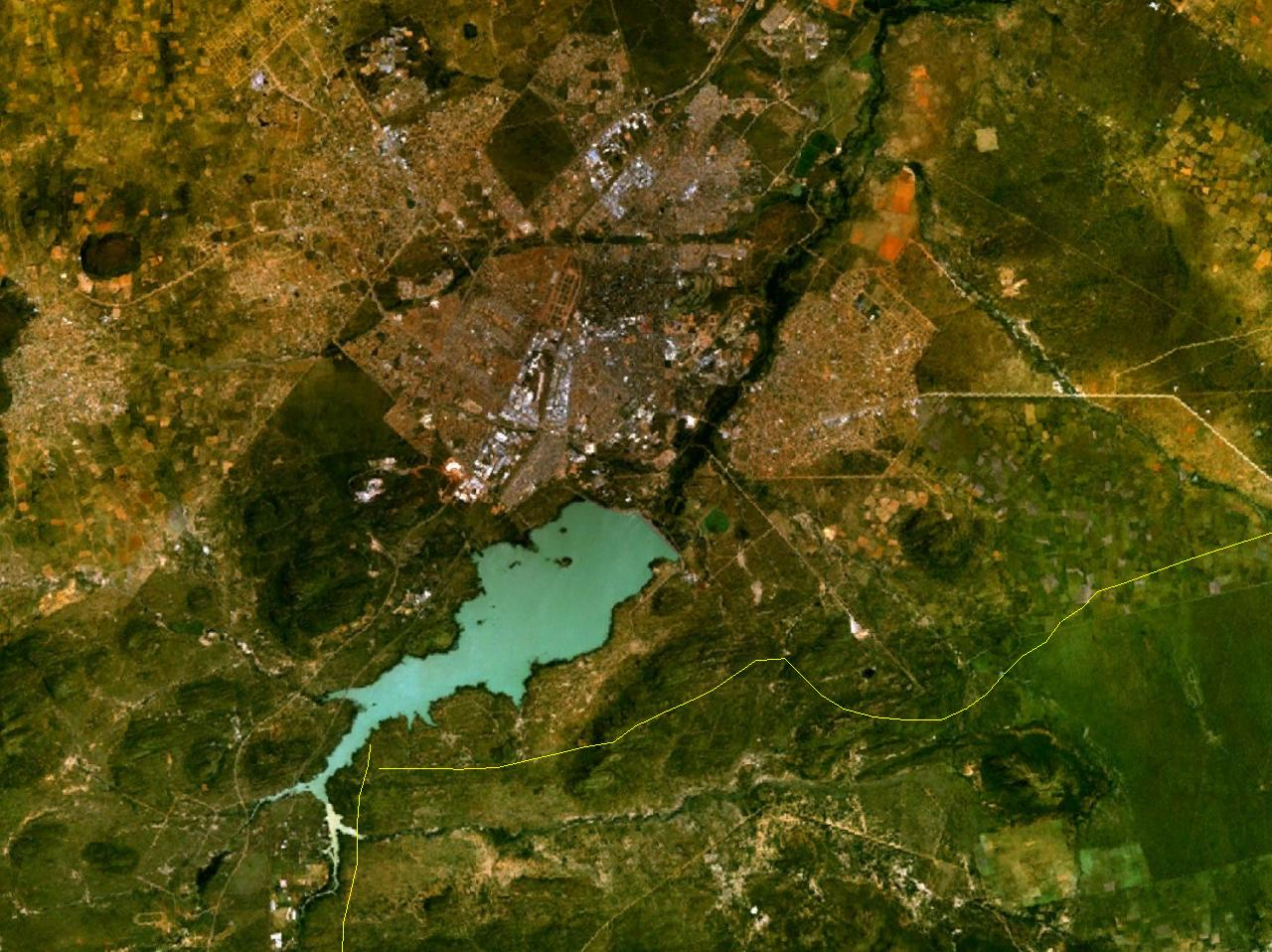
NASA-Foto des Notwane mit Gaborone Dam

Der Notwane wird durch mehrere Dämme aufgestaut. Der Gaborone Dam hat eine Kapazität von rund 141 Millionen Kubikmetern. Er dient der Versorgung des Großraums Gaborone einschließlich der Stadt Lobatse. Weitere Talsperren im Einzugsgebiet sind der Ngotwane Dam mit einem Fassungsvermögen von 18,8 Millionen Kubikmetern, der Bokaa Dam am Metsimotlhabe, der Nnywane Dam am Nnywane bei Lobatse und das Mogobane Reservoir am Taung.

## Sonstiges
Der nach dem Fluss benannte Fußballverein Notwane FC aus Gaborone spielt in der Botswana Premier League. 